# Daniele Garozzo
Daniele Garozzo (Catania, 4 agosto 1992) è un dirigente sportivo ed ex schermidore italiano, specializzato nel fioretto. Ha vinto, nella gara individuale, una medaglia d'oro ai Giochi olimpici di Rio de Janeiro 2016, una medaglia d'argento ai Giochi olimpici di Tokyo 2020 e un oro al Campionato europeo di Tbilisi 2017.

## Biografia
Nato a Catania, ma cresciuto ad Acireale, è il fratello minore dello spadista Enrico Garozzo. 
Laureato in Medicina e Chirurgia nel 2022, è specializzando in Medicina dello sport.

### Attività sportiva
Nel 2008 aveva vinto il Cadet World Championships di Acireale, città dove risiedeva e dove aveva iniziato nel Club scherma Acireale con il maestro Domenico Patti,. A 18 anni, mentre frequenta l'ultimo anno delle scuole superiori, si trasferisce al Frascati Scherma, vincendo poi una medaglia d'argento nel 2011 e nel 2012 al Campionato mondiale Junior. Nel 2011 intanto entra nei Gruppi Sportivi Fiamme Gialle, pur continuando ad allenarsi anche a Frascati.
All'Universiade del 2013 venne sconfitto in semifinale dal russo Aleksej Čeremisinov ottenendo una medaglia di bronzo. Nella Coppa del Mondo 2014-2015 ha ottenuto una medaglia d'argento nel Challenge International de Paris. Ha conquistato la medaglia d'argento al Campionato europeo 2015 battuto in finale dal connazionale Andrea Cassarà.
Ai Mondiali di Mosca 2015 vince la medaglia d'oro nel fioretto a squadre.
Nel 2016 alle Olimpiadi di Rio de Janeiro vince l'oro battendo nella finale del fioretto individuale lo statunitense Alexander Massialas per 15-11.
Nel 2017 a Tiblisi si laurea Campione Europeo di fioretto maschile, battendo in finale Timur Safin. Ai mondiali di Lipsia 2017 vince il bronzo individuale e l'oro a squadre. Nel 2018 agli Europei vince due argenti nel fioretto individuale e nel fioretto a squadre. Vince l'oro a squadre nel fioretto anche ai Mondiali di Scherma di Wuxi 2018.
Alle Olimpiadi di Tokyo 2020 ottiene la medaglia d'Argento al termine della finale del fioretto individuale persa contro Cheung Ka Long per 15-11.
Il 22 marzo 2022 consegue con il massimo dei voti la laurea in Medicina e Chirurgia.
Ai Mondiali di Scherma il Cairo del Luglio 2022 vince la medaglia d'Oro nella gara a squadre di Fioretto insieme ai fiorettisti Tommaso Marini, Guillaume Bianchi, Alessio Foconi e Giorgio Avola. Nell'ottobre 2022 si congeda dalla Guardia di Finanza e da allora tira solo per il Frascati scherma, con il quale vince il campionato italiano a squadre di Fioretto del 2023, titolo solitamente appannaggio dei gruppi sportivi militari (condivide questo risultato con il fratello Enrico che vinse il campionato italiano a squadre di spada del 2017 con il Piccolo Teatro Milano).
Il 29 giugno 2023 vince la medaglia d'oro nel fioretto a squadre ai Giochi Europei 2023 di Cracovia insieme agli altri tre fiorettisti Alessio Foconi, Tommaso Marini e Filippo Macchi; in finale l'Italia batte la Francia 45 a 39.
Nell'aprile 2024 si ritira anticipatamente dall'attività agonistica per problemi cardiaci.
Il 19 gennaio 2025 viene eletto membro del Consiglio Federale della Federazione Italiana Scherma per il quadriennio 2025-2029, riportando più preferenze di qualunque altro candidato.

## Palmarès

### Risultati élite
In carriera ha ottenuto i seguenti risultati:
Giochi olimpici
Individuale
- Oro nel fioretto a Rio de Janeiro 2016
- Argento nel fioretto a Tokyo 2020

A squadre
Mondiali
Individuale
- Bronzo nel fioretto a Lipsia 2017

A squadre
- Oro nel fioretto a Mosca 2015
- Oro nel fioretto a Lipsia 2017
- Oro nel fioretto a Wuxi 2018
- Oro nel fioretto a Il Cairo 2022
- Bronzo nel fioretto a Budapest 2019

Mondiali militari
Individuale
- Bronzo nel fioretto ad Acireale 2017

A squadre
- Oro nel fioretto ad Acireale 2017

Europei
Individuale
- Oro nel fioretto a Tbilisi 2017
- Oro nel fioretto ad Adalia 2022
- Argento nel fioretto a Montreux 2015
- Argento nel fioretto a Novi Sad 2018
- Argento nel fioretto a Düsseldorf 2019

A squadre
- Oro nel fioretto ad Adalia 2022
- Argento nel fioretto a Toruń 2016
- Argento nel fioretto a Novi Sad 2018
- Bronzo nel fioretto a Tbilisi 2017
- Bronzo nel fioretto a Düsseldorf 2019

Giochi europei
Individuale
A squadre
- Oro nel fioretto a Cracovia 2023

Universiadi
Individuale
- Bronzo nel fioretto a Kazan' 2013

A squadre
- Argento nel fioretto a Kazan' 2013

Coppa del mondo
Individuale
- 2012/2013 -  (Londra)
- 2014/2015 -  (Parigi);  (L'Avana, San Pietroburgo)

A squadre
Campionati Italiani
Individuale
- Oro nel fioretto a Torino 2015
- Oro nel fioretto a Cassino 2021
- Bronzo nel fioretto a Trieste 2013
- Bronzo nel fioretto a Roma 2016
- Bronzo nel fioretto a Palermo 2019

A squadre
- Oro nel fioretto a Roma 2016
- Oro nel fioretto a Milano 2018
- Oro nel fioretto a Palermo 2019
- Oro nel fioretto a La Spezia 2023 (con il Frascati Scherma)
- Argento nel fioretto a Bologna 2012
- Argento nel fioretto a Trieste 2013
- Argento nel fioretto a Gorizia 2017

### Risultati giovani
Mondiali giovani
Individuale
- Argento nel fioretto a Mosca 2012

A squadre
- Argento nel fioretto a Baku 2010
- Argento nel fioretto a Mar Morto 2011
- Bronzo nel fioretto a Mosca 2012

Mondiali cadetti
Individuale
- Oro nel fioretto a Acireale 2008

A squadre
Europei Under-23
Individuale
- Argento nel fioretto a Bratislava 2012

A squadre
- Oro nel fioretto a Kazan' 2011
- Oro nel fioretto a Bratislava 2012

Europei giovani
Individuale
- Oro nel fioretto a Odense 2009

A squadre
- Oro nel fioretto a Odense 2009
- Oro nel fioretto a Lobnja 2010
- Oro nel fioretto a Parenzo 2012

Europei cadetti
Individuale
- Argento nel fioretto a Bourges 2009
- Bronzo nel fioretto a Rovigo 2008

A squadre
- Oro nel fioretto a Rovigo 2008
- Oro nel fioretto a Bourges 2009